# Gordon Oliver
Pour les articles homonymes, voir Oliver.
Gordon Oliver, né à Los Angeles (Californie) le 27 avril 1910 et mort dans cette ville le 26 janvier 1995, est un acteur et producteur américain.
Il est apparu dans plus de 45 films et émissions de télévision entre 1933 et 1972.

## Filmographie partielle

### Au cinéma
- 1933 : Les Gaietés du collège (The Sweetheart of Sigma Chi) d'Edwin L. Marin : un étudiant
- 1936 : Fugitive in the Sky : Bob White
- 1937 : Once a Doctor : Dr Jerry Brace
- 1937 : Draegerman Courage : Pete Lawson
- 1937 : The Go Getter : Luce
- 1937 : La Révolte (San Quentin) de Lloyd Bacon : Lieutenant
- 1937 : The Case of the Stuttering Bishop : Philip Brownley
- 1937 : Fly Away Baby : Lucien 'Sonny' Croy
- 1937 : White Bondage : Dave Graydon
- 1937 : Youth on Parole (en) de Phil Rosen : Phillip Henderson
- 1937 : L'Île du diable (Alcatraz Island), de William C. McGann : George Drake
- 1937 : Over the Goal (en) de Noel M. Smith : Benton
- 1937 : À l'est de Shanghaï (West of Shanghai) de John Farrow  : Jim Hallet
- 1937 : Expensive Husbands (en) de Bobby Connolly : Ricky Preston
- 1938 : The Daredevil Drivers (en) de B. Reeves Eason : Mark Banning
- 1938 : L'Insoumise (Jezebel) de William Wyler : Dick Allen
- 1938 : Women Are Like That (en) de Stanley Logan : Howard Johns
- 1938 : The Marines Are Here (en) de Phil Rosen : caporal Dick Jones
- 1938 : Les Cadets de Virginie (Brother Rat) de William Keighley : Lacedrawers Rogers
- 1938 : Blondie (en) de Frank R. Strayer : Chester Franey
- 1938 : Ah ! Quelle femme ! (There's That Woman Again) d'Alexander Hall : Charles Crenshaw
- 1939 : Pride of the Navy de Charles Lamont : Jerry Richards
- 1939 : My Son Is a Criminal (en) de Charles C. Coleman : Allen Coltrin
- 1939 : La Tragédie de la forêt rouge de Charles Vidor : Jed Malone
- 1939 : A Woman Is the Judge (en) de Nick Grinde : Robert Langley
- 1939 : Sabotage (en) de Harold Young : Tommy Grayson
- 1941 : Sweetheart of the Campus d'Edward Dmytryk : Terry Jones
- 1943 : Follies Girl (en) de William Rowland (en) : Jerry Hamlin
- 1944 : Passport to Destiny de Ray McCarey : Capitaine Franz von Weber
- 1944 : Sept Jours à terre (Seven Days Ashore) de John H. Auer : Dan Arland Jr.
- 1944 : Depuis ton départ (Since You Went Away) de John Cromwell : l'officier de quart
- 1944 : Heavenly Days de Howard Estabrook : Dick Martin
- 1946 : Deux Mains, la nuit (The Spiral Staircase) de Robert Siodmak : Steve Warren
- 1948 : La Cité de la peur (Station West) de Sidney Lanfield : Prince
- 1950 : La Femme aux maléfices (Born to Be Bad) de Nicholas Ray : l'avocat
- 1951 : Mon passé défendu (My Forbidden Past) de Robert Stevenson : Clay Duchesne
- 1952 : Scandale à Las Vegas de Robert Stevenson : Mr Drucker
- 1972 : Cancel My Reservation de Paul Bogart : Mr Willie Sparker